# 党江镇
党江镇，是中华人民共和国广西壮族自治区北海市合浦县下辖的一个乡镇级行政单位。

## 行政区划
党江镇下辖以下地区：
党江街社区、流星村、九坡村、亚桥村、大框村、党屋村、西山村、海山村、南域村、木案村、新阳村、螺江村、更楼村、渔江村、沙冲村、蓝星村、企坎村和马头村。